# Ukrainerdenkmal (Wetzlar)

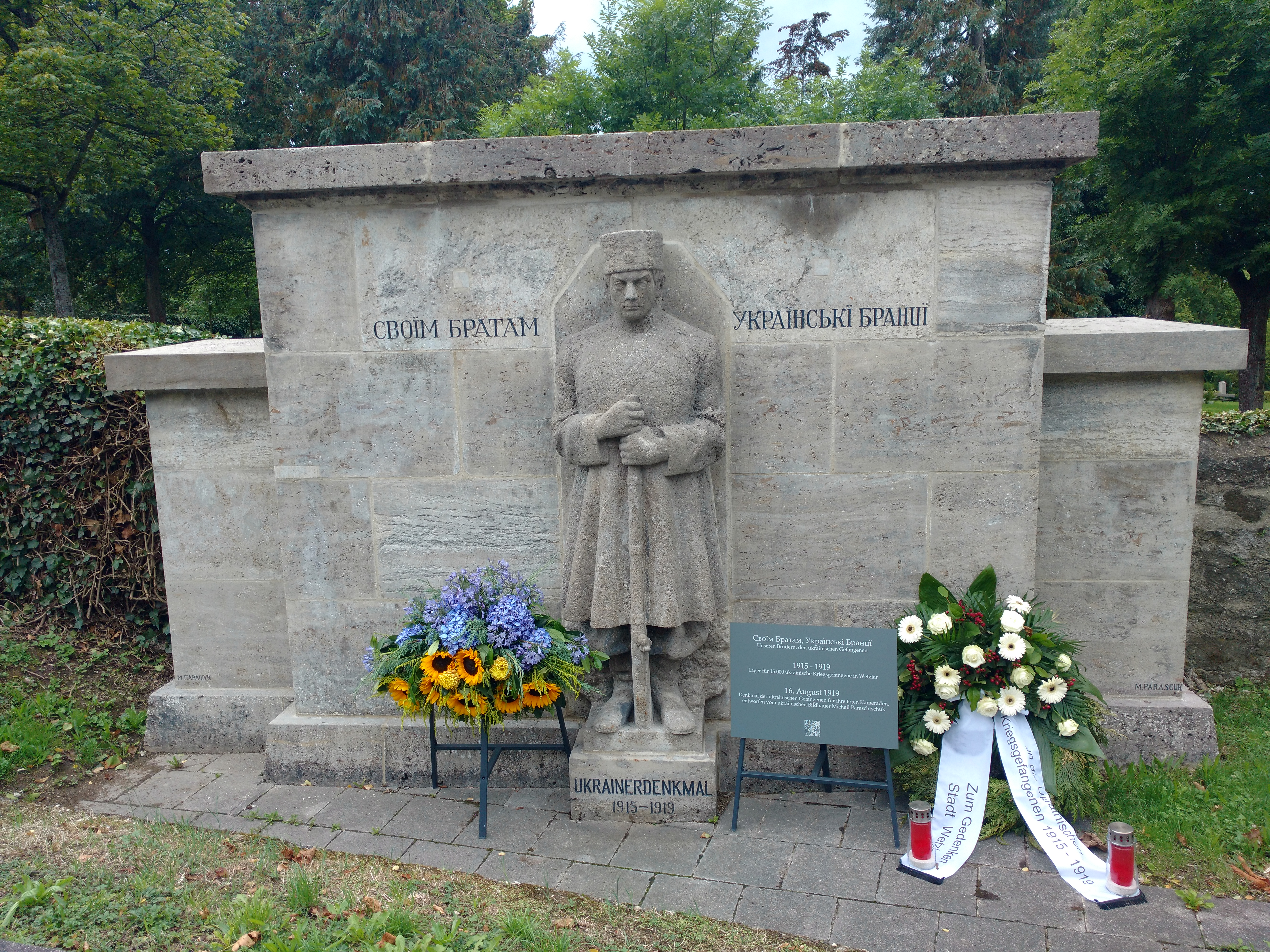
Ansicht Ukrainerdenkmal in Wetzlar (2020)

Das Ukrainerdenkmal auf dem Gebiet der Stadt Wetzlar im Lahn-Dill-Kreis in Hessen ist ein Denkmal für die verstorbenen ukrainischen Lagerinsassen des Kriegsgefangenenlagers in Wetzlar-Büblingshausen. Das Denkmal befindet sich an der Frankfurter Straße ohne Nummer an der Mauer vom „Alten Friedhof“ in der Nähe der Polizeistation.
Es wurde als Kulturdenkmal durch das Landesamt für Denkmalpflege Hessen aus geschichtlichen Gründen in das Denkmalverzeichnis des Landes Hessen mit der Nummer 25251 eingetragen.

## Beschreibung

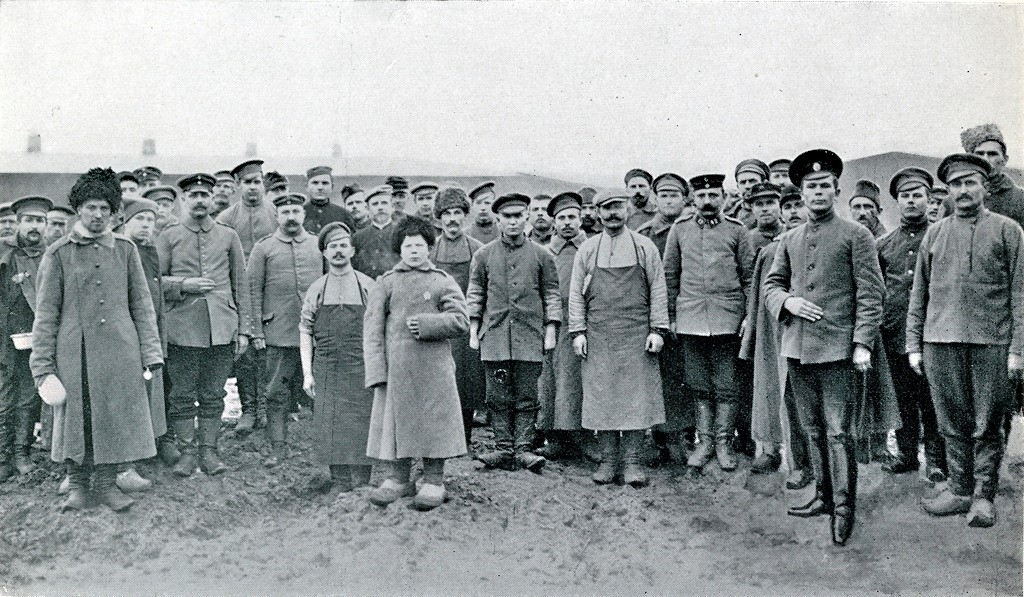
Kriegsgefangene in Wetzlar-Büblingshausen (1916)

Für das Denkmal einer aus Muschelkalkstein errichteten Grabtumba spendeten die Kriegsgefangenen des Kriegsgefangenenlagers in Büblingshausen im Ersten Weltkrieg um den verstorbenen ukrainischen Lagerinsassen in Büblingshausen zu gedenken. Die Spendensammlung begann im Jahr 1917 und am 16. August 1919 wurde durch die ukrainische Militärmission in Berlin der Bau des Denkmals beauftragt.
Es zeigt einen stehenden ukrainischen Soldaten, Gewehr bei Fuß auf einem niedrigen Podest mit der Inschrift „UKRAINERDENKMAL 1915-1919“ und im oberen Teil des Grabmals an der linken und rechten Seite des ukrainischen Soldaten eine ukrainische Inschrift die übersetzt (deutsch Unseren Brüdern, den ukrainischen Gefangenen) bedeutet. Das Denkmal an der Mauer vom „Alten Friedhof“ wurde vom ukrainischen Bildhauer Mychajlo Paraschtschuk, Professor der Münchner Kunsthochschule entworfen. Stilistisch wurde die Figur des Soldaten etwas untersetzt ausgeführt und ähnelt der Stilistik von Figuren die für die ukrainische Volkskunst typisch sind.